# Жуйнецький сільський округ
Жуйне́цький сільський округ (каз. Жүйнек ауылдық округі, рос. Жуйнекский сельский округ) — адміністративна одиниця у складі Сауранського району Туркестанської області Казахстану. Адміністративний центр — село Жуйнек.
Населення — 10387 осіб (2021; 8646 у 2009, 6954 у 1999, 5525 у 1989).
Станом на 1989 рік існувала Жуйнецька сільська рада (села Кизилжол, Комуна, Чипан).

## Склад
До складу округу входять такі населені пункти:
| Населений пункт  | Колишні назви | Населення, осіб (1989) | Населення, осіб (1999) | Населення, осіб (2009) | Населення, осіб (2021) |
| ---------------- | ------------- | ---------------------- | ---------------------- | ---------------------- | ---------------------- |
| Жуйнек, село     | Комуна        | 2339                   | 3640                   | 5242                   | 6332                   |
| Чипан, село      | -             | 1906                   | 1907                   | 1990                   | 2455                   |
| Шекербулак, село | Кизилжол      | 1280                   | 1407                   | 1414                   | 1600                   |